# Thomas C. Oden
Thomas Clark Oden (Altus, 21 de Outubro de 1931 - Warr Acres, Oklahoma, 8 de Dezembro de 2016) foi um teólogo metodista norte-americano. É considerado o fundador da paleo-ortodoxia e um dos mais importantes teólogos do séc. XX e do princípio do séc. XXI. Foi professor de Teologia e Ética na Drew University, em Nova Jérsia, de 1980 a 2004, quando se retirou.
Oden nasceu em Altus no Oklahoma, filho de um advogado e de uma professora de música. Quando tinha dez anos, a sua família mudou-se para Oklahoma City. Na sua juventude, pensou em seguir duas vocações, advogado ou pastor metodista. Depois da II Guerra Mundial, regressou a Altus e à escola secundária local. Estudou depois na Universidade de Oklahoma, onde obteve o Bacharelato em Artes, em 1953, na Universidade Metodista Meridional, onde obteve o bacharelato religioso, em 1956, e o mestrado em artes, em 1958, e na Universidade Yale, onde finalizou o doutoramento em 1960.
Originalmente um liberal em política e em teologia, voltou-se para a patrística no início da década de 1970, e descobriu o que descreveu como "ecumenismo da ortodoxia": a interpretação do Novo Testamento e da doutrina apostólica como é universalmente aceite.
Oden tornou-se um defensor da paleo-ortodoxia, uma interpretação teológica que assenta muitas vezes nas fontes patrísticas. Publicou uma série de livros que disse serem instrumentos para promover o "Cristianismo clássico".
Oden esteve activo no Movimento Confessional, sobretudo na Igreja Metodista Unida, a sua denominação, e serviu no quadro do Instituto sobre Religião e Democracia.

## Obras
A seguinte lista é exclusiva apenas aos seus livros.
- The Crisis of the World and the Word of God, 1962
- Radical Obedience: The Ethics of Rudolf Bultmann, 1964
- The Community of Celebration, 1964
- Kerygma and Counseling, 1966
- Contemporary Theology and Psychotherapy, 1967
- The Structure of Awareness, 1969, 1978
- The Promise of Barth, 1969
- Beyond Revolution, 1970
- The Intensive Group Experience, 1972
- After Therapy What?, 1974
- Game Free: the Meaning of Intimacy, 1974
- Should Treatment Be Terminated?, 1976
- TAG: The Transanctional Game, 1976
- Parables of Kierkegaard, 1978
- Agenda for Theology, 1979, reeditado como After Modernity...What?, 1992
- Guilt Free, 1980
- Pastoral Theology: Essentials of Ministry, 1983
- Care of Souls in the Classic Tradition, 1984
- Conscience and Dividends, 1985
- Crisis Ministries, Vol 1, 1986, reeditado como Vol 4, 1994
- Becoming a Minister, Vol 1, 1986, 1994
- The Living God, Systematic Theology, Vol 1, 1987, 1992
- Doctrinal Standards in the Wesleyan Tradition, 1988, reedição, 2008
- Phoebe Palmer: Selected Writings, 1988
- Ministry Through Word and Sacrament, Vol 4, 1988, reedição 1994
- The Word of Life Systematic Theology, Vol 2, 1989, 1992, 1998
- First and Second Timothy and Titus: Interpretation, 1989, 2012
- Pastoral Counsel, Vol 3 Classical Pastoral Care Series, 1989, 1994
- Life in the Spirit, Systematic Theology, Vol 3, 1992, 1994,1998
- Two Worlds: Notes on the Death of Modernity in America and Russia, 1992
- The Transforming Power of Grace, 1993
- John Wesley's Scriptural Christianity: A Plain Exposition of His Teaching on Christian Doctrine, 1994
- Corrective Love: The Power of Communion Discipline, 1995
- Requiem: A Lament in Three Movements, 1995
- The Justification Reader, 2002
- The Rebirth of Orthodoxy: Signs of New Life in Christianity, 2003
- One Faith: The Evangelical Consensus (escrito com J. I. Packer), 2004
- The Humor of Kierkegaard: An Anthology, 2004
- Turning Around the Mainline: How Renewal Movements Are Changing the Church, 2006
- How Africa Shaped the Christian Mind, 2007, pb 2010
- Good Works Reader, Classic Christian Reader Series, 2007
- Classic Christianity: A Systematic Theology, 2009
- In Search of Solitude: Living the Classic Christian Hours of Prayer, 2010
- The African Memory of Mark: Reassessing Early Church Tradition, 2011
- Early Libyan Christianity, 2011
- John Wesley's Teachings

Vol 1: God and Providence, 2012
Vol 2: Christ and Salvation, 2012
Vol 3: Pastoral Theology, 2013
Vol 4: Ethics and Society, 2014
- A Change of Heart: A Personal and Theological Memoir, 2014
- Classical Pastoral Care série, 1994

Vol 1: Becoming A Minister
Vol 2: Ministry through Word and Sacrament
Vol 3: Pastoral Counsel
Vol 4: Crisis Ministries